# دورغان عليا
دورغان عليا هي قرية في مقاطعة سميرم، إيران. يقدر عدد سكانها بـ 154 نسمة بحسب إحصاء 2016.